# Hermann Dessau
Hermann Dessau (né le 6 avril 1856 à Francfort-sur-le-Main, et mort le 12 avril 1931 à Berlin) est un épigraphiste et historien allemand.

## Biographie
Fils du rabbin Samuel Dessau (1826–1904), Hermann Dessau fit ses études à Berlin, où il suivit notamment l'enseignement de Theodor Mommsen et de Gustav Wilmanns (de), dont il fut l'un des élèves préférés. Il obtint son doctorat à Strasbourg en 1877 avec une thèse ayant pour titre De sodalibus et flaminibus Augustalibus, mais le reste de sa carrière se déroula à Berlin, où il n'obtint toutefois jamais de chaire permanente en raison de sa religion juive. Habilité en histoire ancienne à partir de 1884, professeur associé en 1912 et Honorarprofessor associé en 1917, il devint professeur émérite en 1922.
Ses travaux furent en rapport étroit avec la publication du Corpus Inscriptionum Latinarum, dont il eut la responsabilité auprès de l'Académie prussienne des sciences de 1900 à 1922. À cette fin, il effectua divers séjours en Italie et en Afrique du Nord. Dans ses dernières publications, il prit une certaine distance par rapport aux positions de son maître Mommsen.
On l'a décrit comme une personne modeste et presque effacée, mais réputée pour ses traits d'esprit.

## Travaux
Hermann Dessau est surtout connu pour ses travaux en épigraphie latine. Il contribua d'une manière importante au Corpus Inscriptionum Latinarum, notamment en éditant le tome XIV, consacré au Latium, et publia de 1892 à 1916, sous le titre Inscriptiones Latinae selectae (en abrégé ILS), un précieux choix d'inscriptions célèbres ou importantes que les spécialistes ont pris l'habitude d'appeler « le Dessau ». Il rédigea aussi de très nombreux articles concernant cette discipline pour l'encyclopédie allemande Paulys Realencyclopädie der classischen Altertumswissenschaft.
Dessau se consacra par ailleurs à des recherches prosopographiques et collabora activement à la première édition de la Prosopographia Imperii Romani, en particulier à la rédaction des tomes II et III (1897-1898). Enfin il démontra en 1889, dans un article resté célèbre, que l'Histoire Auguste, qui se présente comme un recueil de biographies dues à plusieurs auteurs du début du IVe siècle, était en réalité l'œuvre d'un faussaire écrivant à l'extrême fin du même siècle (Dessau proposait le règne de Théodose Ier).
À sa mort, Dessau laissait inachevée une Histoire de l'Empire romain (Geschichte der römischen Kaiserzeit) dont seuls les deux premiers tomes, qui couvrent la période allant d'Auguste à Vitellius, ont paru (1924-1930).

## Publications majeures
- Corpus Inscriptionum Latinarum, volumen XIV : Inscriptiones Latii veteris Latinae, Berlin, 1887.
- « Über Zeit und Persönlichkeït der Scriptores historiae Augustae », Hermes, 24, 1889, p. 337–392.
- « Die Überlieferung der Scriptores Historiae Augustae », Hermes 29, 1894, p. 393–416.
- Inscriptiones Latinae selectae, Weidmann, Berlin 1892–1916.
- Geschichte der römischen Kaiserzeit, Weidmann, Berlin 1924–1930.